# Земплински Бранч
Земплински Бранч (слч. Zemplínsky Branč) насељено је мјесто са административним статусом сеоске општине (слч. obec) у округу Требишов, у Кошичком крају, Словачка Република.

## Становништво
| Година:    | 1994. | 2004.    | 2014. | 2024.   |
| ---------- | ----- | -------- | ----- | ------- |
| Број људи: | 388   | 474      | 474   | 508     |
| Разлика:   |       | +22,16 % | +0 %  | +7,17 % |

| Година:    | 2023. | 2024.   |
| ---------- | ----- | ------- |
| Број људи: | 499   | 508     |
| Разлика:   |       | +1,80 % |

Према подацима о броју становника из 2011. године насеље је имало 481 становника.